# 北野白梅町
北野白梅町（きたのはくばいちょう）は、京都市北区にかつて存在した公称町名に由来する地名であり、公称町としては1960年（昭和35年）に廃止されたが、現在も西大路通と今出川通の交差点名（北野白梅町交差点）や路線バスの停留所名、嵐電北野線の駅名としても用いられている。町名に冠される広域地名「北野」を除いた「白梅町」の名称は、かつて敷設されていた京都市電の電停名として用いられた。現在も周辺の店舗名（支店名）に北野白梅町、白梅町を持つものがみられる。

## 地理
京都市北区の南西部、紙屋川により形成された扇状地中央部に位置し、京都盆地中心部に向けて南東に下っていく緩やかな傾斜を持つ。紙屋川は当地の東側を概ね南に向けて流れ、上京区との境界となっている。
北野白梅町は公称町名としては既に廃止されているが、かつての同町域にある交差点名は「北野白梅町」のままとなっており、現在では南北の西大路通と、東西の今出川通といういずれも主要な通りの交差点（北野白梅町交差点）を中心とする地名として認識される。交差点の西側には嵐電北野線の北野白梅町駅が位置する。
西大路通を北に進むと平野地域、南は大将軍地域、今出川通を東に進むと紙屋川を渡り上京区に入り、嵐電北野線を西に進むと等持院地域となる。
北野白梅町に由来する現在の公称町としては、北野上白梅町・北野下白梅町・北野西白梅町の3町があるが、これらは土地区画整理事業により、北野白梅町の区域などから新たに起こされた町である。

## 歴史
北野白梅町が位置した場所は、平安京北辺の東西街路である一条大路の北側に接する京外にあたる。ここには平安京建都以前の飛鳥時代から平安時代まで存続したと考えられる、京都盆地最古の寺院跡「北野廃寺」が位置していた。北野廃寺は、1936年（昭和11年）の市電敷設工事に伴う古瓦の出土が契機となり、以後の発掘調査によりその様相が次第に明らかになってきている。
東側を南流する紙屋川は上流側で小規模な渓谷を形成しており、豊臣秀吉が1591年（天正19年）に京都を取り囲む形で築造した土塁と堀である御土居は、紙屋川沿いでは川により形成された谷を堀として利用している。当地は、この御土居の外側である洛外に位置した。

### 町名の沿革
北野白梅町に冠される「北野」は、近世の葛野郡北野村（きたのむら）に由来する。
北野村は、町村制の施行に際して1889年（明治22年）に周辺の村と合併し、衣笠村の大字となった。
この衣笠村が、1918年（大正7年）に京都市上京区（当時）に編入された際、大字北野の小字のうち「河原端」・「細道」・「一丁畑」が、北野白梅町となった。
大字北野の範囲では、そのほかに北野紅梅町が新設されて、北野を冠する2町が起立することになった。両町は1955年（昭和30年）に上京区から分区された北区に属した。1960年（昭和35年）に、土地区画整理事業の換地処分に伴う町名町界変更が行われ、北野東紅梅町、北野上白梅町、北野下白梅町、北野西白梅町の4町が新設され、北野白梅町は北野上白梅町・北野下白梅町・北野西白梅町の一部となり廃止された。

### 交通の沿革
1925年（大正14年）に京都電燈が運営する嵐山電鉄北野線が高雄口駅（現・宇多野駅）から北野駅までの間で開通した。北野駅は御前通付近まで通じており、その途中となる現在の北野白梅町交差点の位置には当時西大路通も今出川通もなく、駅は設置されていなかった。
昭和初期に、京都市区改正設計により、西大路通と今出川通の道路拡築と、市電（京都市電）の敷設が始められた。西大路通周辺については土地区画整理事業（嵐電北野線以北は西第三地区、以南は西第五地区）を用いて進められた。
現在の北野白梅町交差点周辺では、まず西大路通の嵐電北野線以北が1936年（昭和11年）に竣工し、同年に市電西大路線が北から延伸し、北野白梅町電停が設置された。次いで今出川通（千本通・西大路通間）が1938年（昭和13年）3月に竣工した。（嵐電北野線は、北野駅に至る途中まで今出川通の中央を走行することになった。）
1940年（昭和15年）には、嵐電北野線以南の西大路通も竣工し、西大路通の北大路通・九条通間が全通した。市電西大路線については、現在の北野白梅町交差点上で嵐電北野線と平面交差する形で敷設され、1943年（昭和18年）に北野白梅町電停以南（北野白梅町・西ノ京円町電停間）が開通して西大路線が全線開業することになった。また同日、嵐電北野線白梅町駅が京都市電との接続地点に開業した。
戦後、1951年（昭和26年）から1952年（昭和27年）ごろに、市電の電停名が「北野白梅町」から「白梅町」と改称された。その後、市電今出川線が1957年（昭和32年）4月に千本今出川電停から北野紙屋川町電停まで延伸。北野紙屋川町電停から白梅町電停までの延伸のため、翌1958年（昭和33年）7月に嵐電北野線の北野駅・白梅町駅間が休止ののち同年9月15日に廃止。翌9月16日に北野紙屋川町電停・白梅町電停間が開業することで今出川線が全線開業し、嵐電北野線白梅町駅は北野白梅町駅に改称された。
京都市電は、1976年（昭和51年）に今出川線が、1978年（昭和53年）10月1日に西大路線を含む市電全線が廃止となった。

#### 年表
- 1925年（大正14年）11月3日 - 京都電燈が嵐電北野線北野駅・高雄口駅（現・宇多野駅）間を開業[9]。（翌1926年（大正15年）3月10日 に帷子ノ辻駅まで延伸して、嵐山本線と繋がる。）
- 1936年（昭和11年）
  - 6月25日 - 西大路通（寺之内通・嵐電北野線間）竣工（着工：同年1月8日）[10]
  - 11月17日 - 市電西大路線（わら天神前・北野白梅町電停間）開業により、北野白梅町電停新設[11]
- 1938年（昭和13年）3月31日 - 今出川通・西今出川通（千本通・西大路通間）竣工（着工：昭和12年2月1日）[10]
- 1940年（昭和15年）
  - 3月25日 - 西大路通（嵐電北野線・下ノ下立売通間）（着工：昭和14年5月11日）[10]
- 1943年（昭和18年）10月1日
  - 市電西大路線（北野白梅町・西ノ京円町[注釈 4]電停間）開業。西大路線全線開業[11]。
  - 嵐電（京福電気鉄道）北野線に白梅町駅が新設開業[12]。
- 1951年（昭和26年） - 1952年（昭和27年） このころ、市電電停名が「北野白梅町」から「白梅町」に改称[11]
- 1957年（昭和32年）
  - 3月19日 - 市電今出川線敷設のため、市電堀川線北野電停を北野天満宮境内横から今出川通南側へ移設
  - 4月3日 - 市電今出川線（北野紙屋川町・千本今出川間）開業[11]
- 1958年（昭和33年）
  - 7月 - 今出川通の拡幅と京都市電今出川線の延伸に伴い、嵐電北野線北野駅・白梅町駅間が休止[12]。
  - 9月15日 - 嵐電北野線北野駅・白梅町駅間廃止[9]。白梅町駅が北野線の正式な起点となる。
  - 9月16日 - 市電今出川線（北野紙屋川町・白梅町電停間）開業（市電今出川線全線開業）[11]。嵐電北野線白梅町駅が北野白梅町駅に改称[12]。その翌月に北野白梅町駅旧駅舎が設置された。
- 1976年（昭和51年）4月1日  - 市電今出川線全線廃止[11]
- 1978年（昭和53年）10月1日 - 市電全線廃止[11]

## 現在の公称町名
北野白梅町に由来する現在の公称町名は北野上白梅町・北野下白梅町・北野西白梅町の3町である。

### 人口・世帯数・郵便番号
これらの町の郵便番号、令和2年国勢調査による2020年10月1日時点の人口・世帯数は以下の通りである。
| 町名         | 郵便番号 | 人口  | 世帯数  |
| ------------ | -------- | ----- | ------- |
| 北野上白梅町 | 603-8325 | 216人 | 181世帯 |
| 北野下白梅町 | 603-8326 | 379人 | 250世帯 |
| 北野西白梅町 | 603-8327 | 572人 | 392世帯 |

### 元学区（学区）
京都市内の地域自治の区分である元学区（学区）では、北野上白梅町が衣笠学区、北野下白梅町・北野西白梅町が大将軍学区に含まれる。

### 小・中学校の通学区域
市立小・中学校に通う場合の通学区域は以下のとおり。
| 町名                      | 小学校               | 中学校             |
| ------------------------- | -------------------- | ------------------ |
| 北野上白梅町              | 京都市立衣笠小学校   | 京都市立衣笠中学校 |
| 北野下白梅町 北野西白梅町 | 京都市立大将軍小学校 | 京都市立北野中学校 |

## 交通
上述のとおり、現在北野白梅町という町名は存在しないが、1918年（大正7年）から1960年（昭和35年）まで存在しており、現在も交差点名・バス停留所名に用いられており、京都市内の交通結節点の地名の一つとして認識されている。
なお、かつての京都市電の電停名は、「北野」を冠しない「白梅町」であり、嵐電（京福電気鉄道）の駅名「北野白梅町駅」は、廃止された北野駅と移設前の白梅町駅の名称から採ったともいわれる。

### 鉄道

#### 北野白梅町駅
- 事業者・路線名
  - 嵐電（京福電気鉄道）北野線

### 路線バス

#### 北野白梅町停留所
- 運行事業者
  - 京都市営バス
  - 西日本JRバス[注釈 6]
- 運行系統・のりば
  - （「北野白梅町駅#バス路線」を参照。）
- 隣接停留所
  - 衣笠校前（北方面）
  - 北野天満宮前（東方面）
  - 大将軍（南方面）
  - 等持院道（西方面・西行き）
  - 府立体育館前（西方面・東行き）

### 交差点
北野白梅町交差点
- 東方向 - 今出川通（京都府道101号銀閣寺宇多野線）
  - 方向・方面：堀川今出川[16]
- 西方向 - 今出川通
  - 方向・方面：等持院[16]
- 南方向 - 西大路通（京都市道181号京都環状線・京都府道101号銀閣寺宇多野線[注釈 7]）
  - 方向・方面：円町・西大路五条[16]
- 北方向 - 西大路通（京都市道181号京都環状線）
  - 方向・方面：金閣寺[16]

## 施設
- イズミヤ白梅町店
- 京都銀行白梅町支店
- 京都中央信用金庫白梅町支店
- 京都信用金庫北野支店
- 関西みらい銀行北野支店
- フレスコ北野白梅町店

## 史跡
- 北野廃寺